# Розлусник
Розлусник (Rhagadiolus) — рід рослин із триби Cichorieae родини Asteraceae, що походить із середземноморського регіону Південної Європи, Північної Африки та Близького Сходу.

## Види
- Rhagadiolus edulis Gaertn. — від Португалії й Марокко до Ірану
- Rhagadiolus stellatus (L.) Gaertn. — від Великої Британії до Канарських островів і Кавказу; натуралізований у Каліфорнії[2][5][6]

Раніше рід включав численні види, які зараз вважаються більш підходящими для інших родів: Crepis, Garhadiolus, Hedypnois, Hyoseris, Koelpinia, Leontodon.